# NGC 5394
NGC 5394 is een balkspiraalstelsel in het sterrenbeeld Jachthonden. Het hemelobject ligt 161 miljoen lichtjaar van de Aarde verwijderd en werd op 16 mei 1787 ontdekt door de Duits-Britse astronoom William Herschel. NGC 5394 interageert met het nabijgelegen sterrenstelsel NGC 5395. Dankzij de eigenaardige vorm van beide stelsels, zoals het te zien is vanaf de Aarde, kreeg het geheel de bijnaam Heron galaxy (Reigerstelsel).

## Synoniemen
- UGC 8898
- IRAS 13564+3741
- MCG 6-31-33
- KCPG 404A
- ZWG 191.24
- VV 48
- KUG 1356+376A
- Z 1356.4+3742
- Arp 84
- PGC 49739